# Stiphodon
Genre
Stiphodon est un genre de poissons de la famille des Gobiidae.

## Répartition géographique
Les espèces de ce genre sont originaires d'Océanie et d'Asie, au  Japon, au Samoa, aux îles Cook, aux Philippines...

## Liste des espèces
Selon FishBase (09 juillet 2015):
- Stiphodon alcedo Maeda, Mukai & Tachihara, 2012
- Stiphodon allen Watson, 1996
- Stiphodon astilbos Ryan, 1986
- Stiphodon atratus Watson, 1996
- Stiphodon atropurpureus (Herre, 1927)
- Stiphodon aureorostrum Chen & Tan, 2005
- Stiphodon birdsong Watson, 1996
- Stiphodon caeruleus Parenti & Maciolek, 1993
- Stiphodon carisa Watson, 2008
- Stiphodon discotorquatus Watson, 1995
- Stiphodon elegans (Steindachner, 1879)
- Stiphodon hydoreibatus Watson, 1999
- Stiphodon imperiorientis Watson & Chen, 1998
- Stiphodon julieni Keith, Watson & Marquet, 2002
- Stiphodon kalfatak Keith, Marquet & Watson, 2007
- Stiphodon larson Watson, 1996
- Stiphodon maculidorsalis Maeda & Tan, 2013
- Stiphodon martenstyni Watson, 1998
- Stiphodon mele Keith, Marquet & Pouilly, 2009
- Stiphodon multisquamus Wu & Ni, 1986
- Stiphodon niraikanaiensis Maeda, 2013
- Stiphodon oatea Keith, Feunteun & Vigneux, 2010
- Stiphodon ornatus Meinken, 1974
- Stiphodon pelewensis Herre, 1936
- Stiphodon percnopterygionus Watson & Chen, 1998
- Stiphodon pulchellus (Herre, 1927)
- Stiphodon rubromaculatus Keith & Marquet, 2007
- Stiphodon rutilaureus Watson, 1996
- Stiphodon sapphirinus Watson, Keith & Marquet, 2005
- Stiphodon semoni Weber, 1895
- Stiphodon surrufus Watson & Kottelat, 1995
- Stiphodon tuivi Watson, 1995
- Stiphodon weberi Watson, Allen & Kottelat, 1998
- Stiphodon zebrinus Watson, Allen & Kottelat, 1998

## Référence
- Weber, 1895 : Fische von Ambon, Java, Thursday Island, dem Burnett-Fluss und von der Süd-Küste von Neu-Guinea. Zoologische Forschungsreisen in Australien und dem malayischen Archipel; mit Unterstützung des Herrn Dr. Paul von Ritter ausgeführt ...Jahren 1891-1893 von Dr. Richard Semon. Fische Malay Arch. vol. 5, p. 259-276.